# Арефьев, Алексей Леонидович
Алексей Леонидович Арефьев (9 марта 1971, Москва, СССР) — советский и российский футболист, защитник.

## Карьера
Воспитанник специализированной детско-юношеской школы олимпийского резерва (СДЮШОР) московского «Торпедо». В составе команды — с 1987 года, первый матч в чемпионате провёл, выйдя на замену 26 августа 1989 года в гостевом матче против «Локомотива» Москва (0:2). Второй свой матч в чемпионате СССР провёл 02.11.1991 года против киевского "Динамо", выйдя в стартовом составе и отыграв всю игру полностью. В первой половине 1992 года был в составе клуба «Абахани» Дакка Бангладеш, затем вернулся в «Торпедо». Сыграл 4 матча в Кубке УЕФА 1992/1993, выступал за команду до июля 1993 года. В 1994—1995 годах играл в нижегородском «Локомотиве», выступления на высшем уровне закончил в 1996 году в «Уралмаше».

## Достижения
- Обладатель Кубка России 1993 года.